# Цан, Франц Людвиг
Франц Людвиг Цан (нем. Franz Ludwig Zahn; 6 октября 1798, Вассерталебен — 20 марта 1890, Гут Фильде близ Мёрса) — немецкий педагог

## Биография
Сын пастора. Изучал право в Йенском университете (1817—1820), затем в Берлинском университете Фридриха Вильгельма (1822—1824). В 1825 году продолжил учёбу в учительской семинарии в Вайсенфельсе, где в 1827 году был назначен директором.
Затем жил в своём имении Гут Фильде. Здесь им была основана Подготовительная школа, которая под руководством его сына Франца-Фолькмара сделалась образцовым воспитательным учреждением по подготовке учителей начальной школы.
Его труды, кроме учебников библейской истории: «Biblische Geschichten», «Geschichte des Reichs Gottes» (1830); «Das Reich Gottes auf Erden» (1830); «Filder Bibelkalender», «D-r Luthers Handbuch zur Biblischen Geschichte» (1838); «Schulchronik» (1843); «Dorfchronik» (1846) и др.
Отец десятерых детей, в том числе Теодора Цана, писателя, протестантского теолога, номинанта на Нобелевскую премию по литературе в 1902, 1904, 1908 годах.